# Kronoskogens naturreservat
Kronoskogens naturreservat, tidigare endast Kronoskogen, är ett naturreservat inom Ljungby tätortsområde. Området bedöms ha mycket stora naturvärden genom sina landskapsmässiga, geologiska och biologiska värden samt betydelsen för friluftslivet. Reservatet är 55,5 hektar stort varav 49 hektar är skog. Skogen består till största delen av tallskog (cirka 85%), men det förekommer även gran (3%) och lövblandad barrskog (3%).
Den äldsta beskrivningen av området återfinns på en karta från 1813, då beskrivs området som "oduglig flygsand". De äldsta tallarna i området är 150 år gamla och planterades runt denna tid, troligtvis för att binda flygsanden och hindra dess spridning.
Kronoskogen är ett populärt fritidsområde med volleyboll- och fotbollsplaner, utegym, samt tre elljusspår på vardera 1 km, 2,3 km, och 3 km. 
Förslaget att omvandla Kronoskogen till ett naturreservat kom från centerpartisten Marianne Eckerbom år 2011. Tanken var att säkra områdets natur och förhindra att den kommunala marken eventuellt blir bebyggd i framtiden. Naturreservatet blev officiellt invigt den 30 september 2017 med tal av dåvarande kommunalråd Magnus Gunnarsson samt Miljö- och byggnadsnämndens ordförande Kent Danielsson.